# Seleukos II Kallinikos
Seleukos II Kallinikos (ur. między 265 a 260 p.n.e., zm. 226 p.n.e.) – władca Syrii starożytnej, czwarty z dynastii Seleucydów, panujący w latach 246-226 p.n.e. Był synem Antiocha II Theosa i Laodiki.

## III wojna syryjska (ok. 246-241 p.n.e.)
W latach 40. prowadził słabo udokumentowaną wojnę z Ptolemeuszem III, której stawką było panowanie na Bliskim Wschodzie. W trakcie tej wojny Ptolemeusz, na skutek zdrady jednego z poddanych Seleukosa, pojmał i zabił jego matkę Laodikę. Ptolemeusz wyparł też Seleukosa ze znacznych połaci państwa. Seleukos utracił na pewien czas Antiochię, którą zdołał odzyskać około 244 p.n.e., oraz Seleucję. Utrzymał się w Azji Mniejszej. Wojna zakończyła się zawarciem układu około 241 p.n.e. W wyniku tegoż układu Ptolemeusz III czasowo przejął kontrolę nad Seleucją i innymi terenami. Mimo to Seleukos, zdoławszy do pewnego stopnia powstrzymać najazd wroga, nadał sobie tytuł Kallinikos („Zwycięski”). 

## Wojna Braci (ok. 240-236 p.n.e.)
W latach późniejszych rozgorzała wojna domowa Seleukosa II z bratem, Antiochem Hieraksem, która stanowiła pewnego rodzaju przedłużenie wojny syryjskiej. Konflikt ten nazywany był Wojną Braci. Antioch Hieraks zarządzał Azją Mniejszą, oficjalnie będąc podległy swojemu bratu. Około 242 p.n.e. wykorzystał zaangażowanie Seleukosa w wojnie syryjskiej i ogłosił się niezależnym władcą. Hieraks ok. 239, 236 lub 235 p.n.e. pokonał Seleukosa w bitwie pod Ancyrą. Po tej bitwie Seleukos zawarł pokój z Hieraksem i przekazał mu we władanie ziemie na zachód od gór Taurus.

## Wyprawa na Wschód
Andragoras, satrapa Partii oraz Diodotus, satrapa Baktrii i Sogdiany, wykorzystali kłopoty Seleukosa i ogłosili niezależność od jego państwa. Niedługo później Partię najechał koczowniczy lud Parnów, który pokonał Andragorasa i zaczął zagrażać monarchii Seleukosa. Seleukos, po zawarciu pokoju z Hieraksem, ruszył z wyprawą na wschód przeciwko Parnom i zbuntowanym prowincjom Nie doszło do żadnego rozstrzygnięcia, gdyż Arsakes, władca Parnów najprawdopodobniej wycofał się na północ, a Seleukos musiał wrócić na zachód i ponownie mierzyć się ze swoim bratem. Niedoprowadzenie wówczas do rozstrzygnięcia pozwoliło na późniejsze umocnienie się Arsakesa w Partii i zapoczątkowanie przezeń rządów nowej dynastii.

## Ostatnie lata
Ostatnie lata panowania Seleukosa II wypełniały walki z bratem, którego ostatecznie zdołał z pomocą sojuszników pokonać. Antioch Hieraks zginął na wygnaniu w Tracji. Seleukos II Kallinikos zginął z kolei w wyniku upadku z konia między 226 a 224 p.n.e. Władzę po nim objął jego najstarszy syn Seleukos III Soter.

## Rodzina
Był najstarszym synem Antiocha II Theosa oraz Laodiki. Zarówno jego matka, jak i ojciec byli wnuczętami Seleukosa I Nikatora. Seleukos Kallinikos ożeniony był ze swoją kuzynką, również imieniem Laodika. Dwoje spośród dzieci Seleukosa Kallinikosa było później władcami: Seleukos III Soter oraz Antioch III Wielki.